# Laurent Léonard
Laurent Léonard (Ougrée, 27 november 1974) is een Belgisch politicus voor de PS.

## Levensloop
Léonard begon zijn beroepsloopbaan als staalarbeider op de site van Chertal. Daarna was hij van 2000 tot 2019 communicatieverantwoordelijke bij RESA, een maatschappij verantwoordelijk voor de distributie van gas en elektriciteit in de provincie Luik. Van 2007 tot 2010 was hij eveneens pr-verantwoordelijke van de Association Liegoise du Gaz, een functie die hij vanaf 2010 ook uitoefende bij intercommunale Nethys, waar hij verantwoordelijk was voor de communicatie ten dienste van de gemeenten.
Hij trad in de politieke voetsporen van zijn vader Jean-Marie Léonard, die onder andere parlementslid en schepen van Flémalle was. In oktober 2000 werd Laurent Léonard voor de PS verkozen tot gemeenteraadslid van Flémalle. Hij was er van januari 2001 tot september 2019 schepen van Onderwijs en was van 2006 tot 2012 eveneens bevoegd voor Financiën. Daarnaast werd hij bestuurder bij de CECP, de onderwijsraad voor Franstalige steden en gemeenten, waar hij van 2001 tot 2019 vicevoorzitter was en sinds 2019 voorzitter is, en zetelde hij van 2003 tot 2019 in de raad van bestuur van Liège Airport. 
Bij de Waalse verkiezingen van mei 2019 stond Léonard als eerste opvolger op de PS-lijst in het arrondissement Luik. In september 2019 werd hij lid van het Waals Parlement en het Parlement van de Franse Gemeenschap als opvolger van Christie Morreale, die Waals minister werd. In het Waals Parlement werd Laurent Léonard lid van de commissie Energie, Klimaat en Mobiliteit. In het Parlement van de Franse Gemeenschap zetelde hij van 2019 tot 2020 in de commissie Onderwijs. Vervolgens was hij er van 2020 tot 2023 voorzitter van de commissie Begroting, Openbaar Ambt, Gelijke Kansen en Schoolgebouwen en van januari 2023 tot juni 2024 derde ondervoorzitter. Voorts zetelde Léonard van januari 2023 tot juni 2024 als deelstaatsenator in de Senaat. Bij de Waalse verkiezingen van juni 2024 werd hij niet herkozen.

## Publicaties
In februari 2024 publiceerde Laurent Léonard zijn eerste boek, "Entre Terril et Ciel Rouge", uitgegeven door Altura. Dit boek combineert familieverhalen en reflecties over hedendaagse uitdagingen, en moedigt aan om het verleden te heroverwegen om een veelbelovende collectieve toekomst te vormen. 